# Brody Clarke
Brody Vukovich Clarke (Toronto, 4 de junio de 1996) es un baloncestista canadiense que juega en el Edmonton Stingers de la CEBL. Con 2,03 metros de estatura, juega en la posición de escolta.

## Trayectoria deportiva
Es un escolta formado en Oakwood Collegiate Institute de su ciudad natal, antes de ingresar en 2015 en la Universidad de Alberta donde jugó durante cinco temporadas con los Golden Bears y Pandas. En la temporada 2018-19 debutó con los Edmonton Stingers en la Canadian Elite Basketball League, con los que jugó durante dos temporadas, logrando el título de la Canadian Elite Basketball League en 2020. 
El 21 de mayo de 2021 firma por el Gladiators Trier de la ProA, la segunda división germana. Clarke disputa 10 partidos de la temporada 2020-21 y 32 encuentros en la temporada siguiente.
Tras una temporada y media en Alemania, en 2022 regresa a los Edmonton Stingers.
El 10 de julio de 2022, firma por el Spójnia Stargard de la Polska Liga Koszykówki.